# Баторы, Иван
Иван Баторы (словац. Ivan Bátory; род. 3 мая 1975, Липтовски-Микулаш, Среднесловацкий край) — словацкий лыжник, участник пяти Олимпийских игр и девяти чемпионатов мира, призёр этапов Кубка мира. Специалист дистанционных гонок.
В Кубке мира Баторы дебютировал в 1993 году, в ноябре 1999 года впервые попал в тройку лучших на этапе Кубка мира. Всего на сегодняшний день имеет на своём счету 3 попадания в тройку лучших на этапах Кубка мира, все в дистанционных гонках. Лучшим достижением Баторы в общем итоговом зачёте Кубка мира является 15-е место в сезоне 1998-99.
На Олимпиаде-1994 в Лиллехаммере стал 43-м в гонке на 10 км классикой и 34-м в гонке преследования.
На Олимпиаде-1998 в Нагано занял 26-е место в гонке на 30 км классикой, 60-е место в гонке на 10 км классикой, 33-е место в гонке преследования, 19-е место в гонке на 50 км коньком и 11-е место в эстафете.
На Олимпиаде-2002 в Солт-Лейк-Сити стартовал в трёх гонках: 15 км классикой — 21-е место, гонка преследования — 25-е место, 50 км классикой — 25-е место.
На Олимпиаде-2006 в Турине стал 24-м в дуатлоне 15+15 км, 8-м в командном спринте, 26-м в гонке на 15 км классикой и 47-м в масс-старте на 50 км.
На Олимпиаде-2010 в Ванкувере показал следующие результаты: 15 км коньком — 40-е место, командный спринт — 14-е место, эстафета — 12-е место, масс-старт на 50 км — не финишировал.
За свою карьеру принимал участие в девяти чемпионатах мира, лучший результат 6-е место в гонке на 15 км классикой на чемпионате-2003 в Валь-ди-Фьемме.
Использует лыжи производства фирмы Atomic.